# Mètodes d'encendre foc

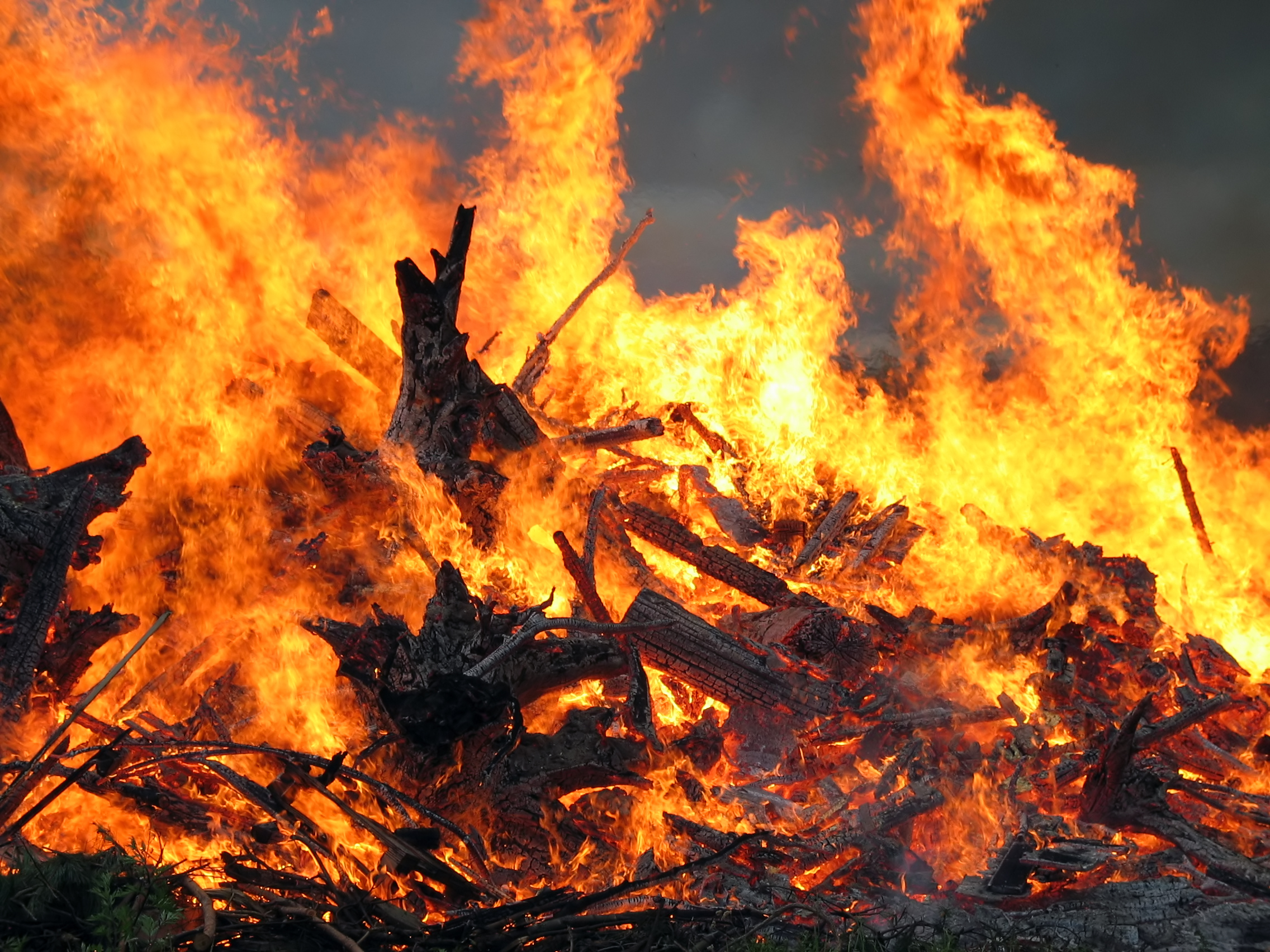
Foguera.

Habitants de Vanuatu que fan foc

Les tècniques per fer foc són nombroses, essent les més antigues, que utilitzen l'escalfament de la fusta per fricció o la producció d'espurnes mitjançant la percussió de dos materials que produeixen espurnes, com una peça de ferro (foguer) contra una pedra específica (com pedrenyal) o una pedra ferrosa (és a dir, que contingui ferro, com la pirita), contra una altra de sílex, sobre un material fàcilment inflamable com  l'esca fet a partir de bolets d'esca. Ja s'han trobat proves de sílex per a fer foc en el Plistocè.

## Mètodes antics

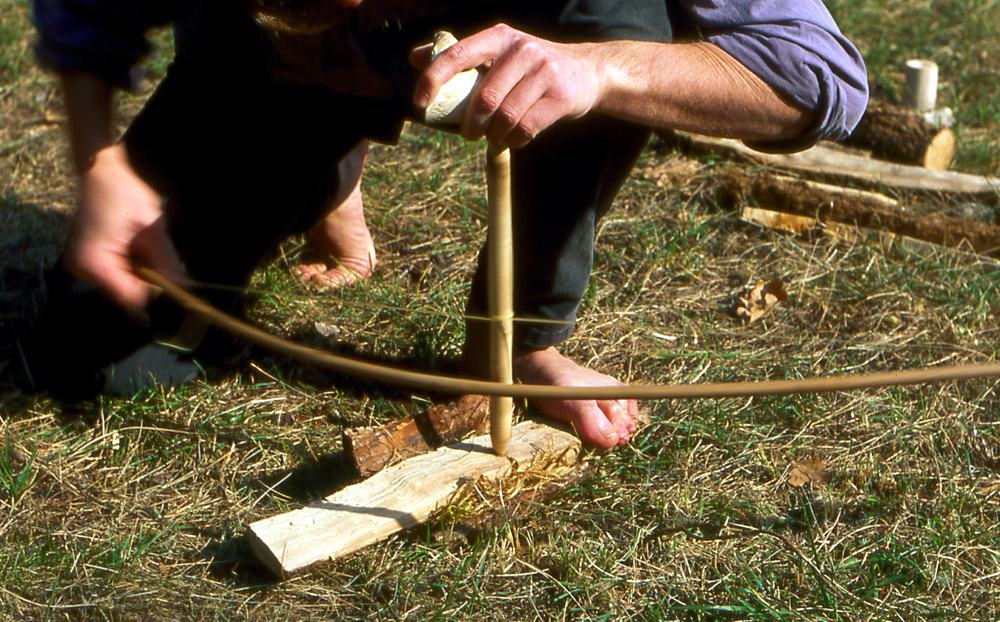
Producció de foc per fricció amb arc i planxa de fusta

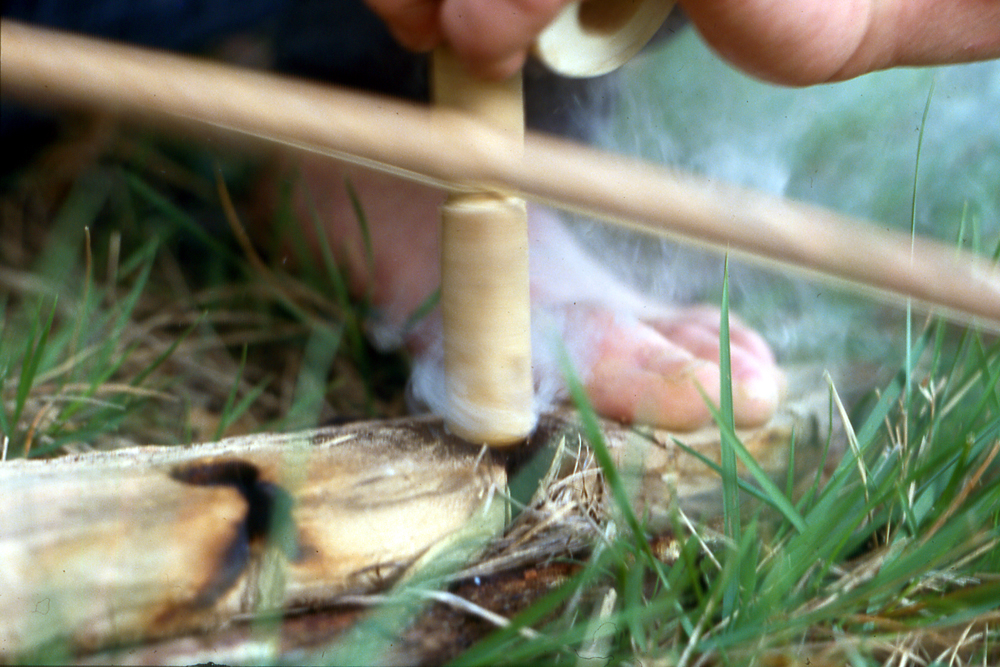
Producció de foc per fricció amb arc i planxa de fusta, (vista de prop)

El domini del foc pels primers humans probablement es remunta als primers Homo erectus i Homo sapiens primerencs, és a dir, a fa de 400 a 200 mil anys sobre la base de l'evidència arqueològica de llars trobades en excavacions. Els diferents mètodes primitius d'encendre foc (més difícils de realitzar quan l'atmosfera és humida) es remunten al Paleolític.

### Fricció
Un primer mètode consisteix a fer una osca en una taula o fusta seca d'uns 30 cm de llarg. Sobre aquesta osca s'hi frega sense parar un pal sec de fusta més dura de manera que en un extrem de l'osca s'hi vagin acumulant encenalls que s'aniran escalfant cada vegada més fins que s'iniciï la combustió. Quan es produeixi una brasa, es posa  l'esca sobre ella i es bufa per aconseguir la seva ignició.
Un altre mètode consisteix en utilitzar un tros de fusta tova que estigui sec (per exemple de figuera), obert per la meitat, fent-li una ranura amb una pedra. A continuació, es recolza sobre el forat un pal resistent de fusta més dura (per exemple, d'àlber), i es fa girar ràpidament amb les mans. La pols despresa de la fusta tova pel fregament es convertirà en un tipus de brasa. L'esca, situada prèviament sota la ranura feta en la fusta tova, començarà a cremar. Aquest mètode és summament difícil, però és possible si es té pràctica.
Un tercer mètode que facilita aquesta tasca és l'ús d'un arc amb la corda enrotllada una volta al voltant del pal de fusta dura. Amb una pedra amb un forat o un os (pot ser del genoll d'una vaca) es subjecta el pal en la part superior i es pressiona cap avall. La branca ha de poder desplaçar-se ràpidament sense sortir de la ranura marcada en la fusta tova. En moure l'arc endavant i enrere, el pal gira a gran velocitat produint una fricció. La calor generada s'utilitza per fer cremar un combustible inflamable (com pot ser palla, herba seca o esca) col·locat al voltant del punt de fregament. Quan comença a cremar el combustible primari, s'afegeixen unes branques lleugeres per tal d'obtenir una flama ferma i estable. Després se li afegeixen troncs més gruixuts per avivar el foc sense esgotar-lo.

### Percussió (pedrenyal i foguer)

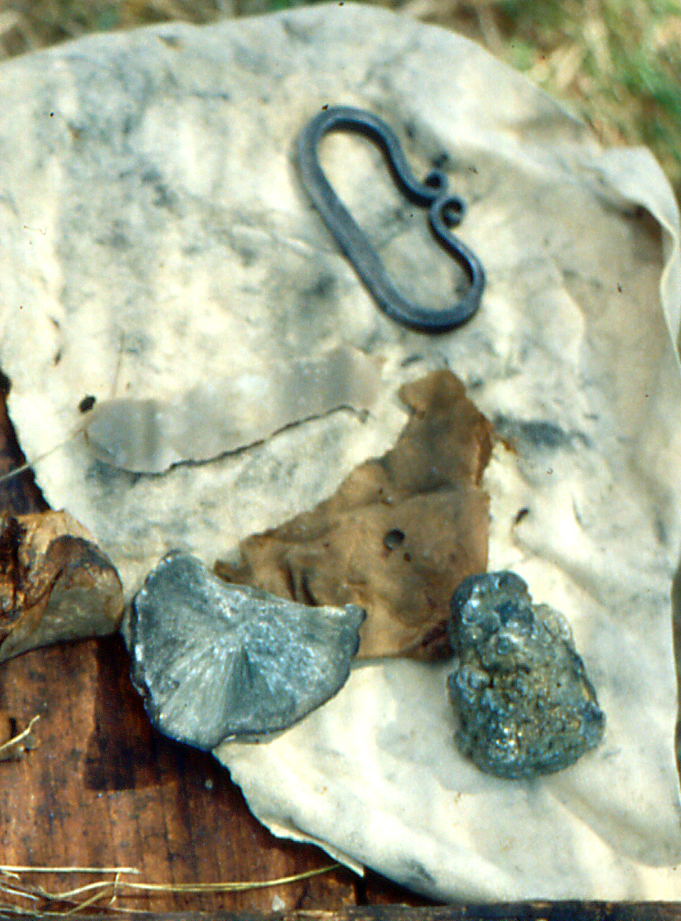
Producció de foc per percussió: equipament utilitzat per Jacques Collina-Girard (part inferior mineral de ferro -pirita, marcassita- a dalt: làmina de sílex utilitzada per a copejar el mineral de ferro part superior: reproducció d'un foguer històric d'acer.)

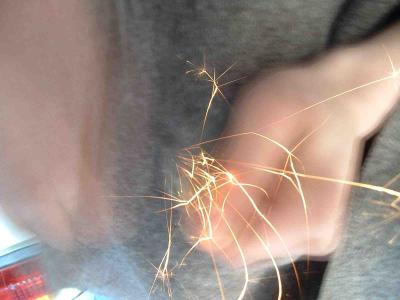
Espurnes produïdes colpejant un foguer d'acer contra un tros de silex

Per a produir espurnes, cal entrexocar una pedra dura com l'anomenat pedrenyal o sílex, amb una altra roca en ferro, com la pirita o la marcassita (l'anomenada foguer). En produir aquestes espurnes es crea quelcom dit producció d'energia física en contacte.
El xoc de dues pedres de sílex entre si no permet d'encendre un foc, perquè no produeix projeccions incandescents prou calentes i duradores.
L'espurna produïda pel xoc del "pedrenyal" contra el "foguer" és una partícula incandescent de mineral de ferro en el cas d'emprar com a foguer la marcassita o la pirita; o en l'altre cas, una partícula d'acer si s'empra com a foguer un tros d'acer que ha estat el més habitual des de l'edat del ferro fins al principi del segle xx. Normalment varietats artesanals d'acer al carboni. Cal destacar que els moderns acers inoxidables no són adequats per a la seva funció com a "foguer".
Com a "pedrenyal" serveix qualsevol pedra dura que aconsegueixi almenys el nivell de duresa 7 de l'Escala de Mohs, essent emprat habitualment per la seva relativa abundància el sílex, varietats de quars, calcedonia, etc. En algunes zones s'han arribat a utilitzar com "pedrenyal" pedres semiprecioses com el jaspi.
Les espurnes obtingudes per percussió han d'entrar immediatament en contacte amb alguna matèria altament combustible; per exemple, cabells, fulles seques, encenall de fusta, palla o algun tipus de esca natural: carpòfor del fong d'esca - "Fomes Fomentarius" o la medul·la de certes plantes com la "Ferula Communis".
Sobre el paper de la "Ferula Communis" en la transmissió del foc es pot veure Hesíode, Teogonía i el mite de Prometeu: 
Tradicionalment també s'ha emprat com a substitut de les esques naturals (Fong d'esca -"Fomes Fomentarius" o medul·la de "Ferula Communis") algun tipus d'esca artificial, normalment draps carbonitzats o simplement un ble de cotó.
Aquest combustible d'ignició (esca) és preferible que estigui prèviament pre-cremat, torrat o carbonitzat (com en el cas de la tela de carbó) ; així es facilita que les espurnes despreses pel xoc del foguer contra el pedrenyal "encenguin" millor l'esca en comunicar el foc d'una manera molt més ràpida i eficaç.

### Foc perpetu
Un altre mètode antic era de mantenir un foc permanentment encès, que podia emprae, amb els mitjans adequats, qualsevol veí de la comunitat a qui se li hagués apagat la seva llar. D'aquí la flama perpètua encesa en els temples de gairebé totes les religions i la importància de les persones encarregades de mantenir sempre el foc perpetu.

### Pistó foguer

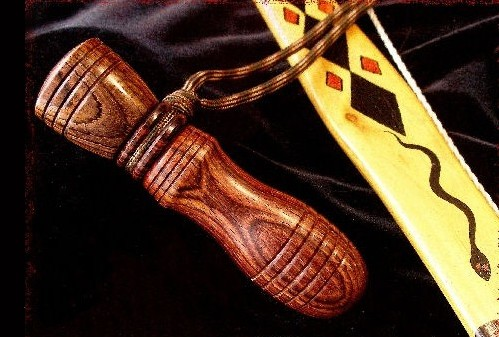
Pistó foguer del SE d'Àsia

Un 'pistó foguer és un dispositiu primitiu ja conegut a l'edat antiga utilitzat per a encendre foc. Fet de fusta, de banya o de bambú i, amb un toc modern també es pot fer de vidre amb l'èmbol de plom o d'altres metalls.
El pistó foguer s'usava en el sud-est d'Àsia i en les illes del Pacífic per a encendre el foc, aprofitant la compressió adiabàtica de l'aire en un cilindre de fusta i un pistó.

## Mètodes moderns

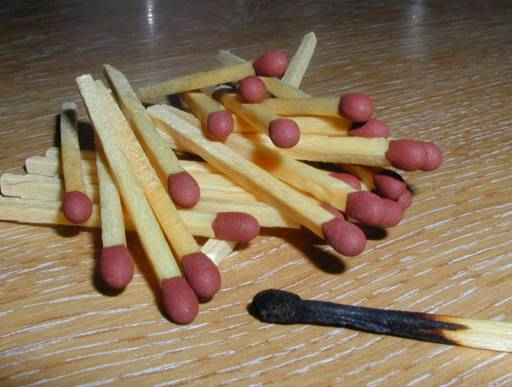
Mistos de fusta.

### Cerilles o mistos
La invenció dels mistos data del segle xix, però la paraula cerilla data de voltants de l'any 1200. Llavors designava un ble prim de fibra tèxtil, xopat amb cera o amb estearina, destinat a passar la flama d'un foc a un altre (sense capacitat d'encendre foc per si mateix).
Quan es van començar a fabricar els mistos, amb una mixtura components de fòsfor dipositats sobre el cap, que s'encenen rascant sobre una superfície rugosa, es van fer inicialment sobre un ble rígid de cera semblant a l'abans indicada, d'aquí el nom de cerilla (també correcte en català), encara que també es fabriquen amb una estella de fusta. Més endavant s'han fet de cartró, en forma de fundes de mistos de seguretat de fòsfor vermell.

### Encenedor de metxa, de ble i de gas

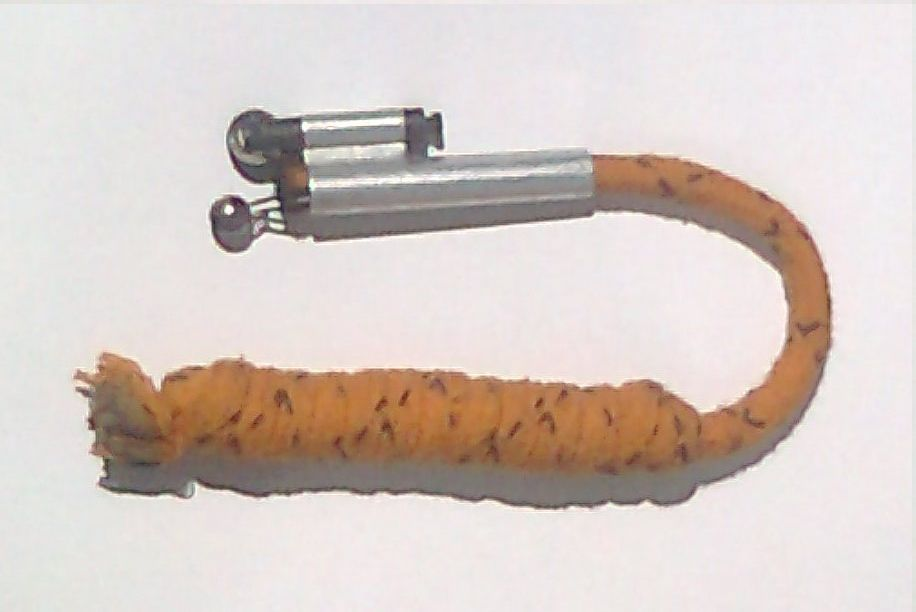
Encenedor de metxa

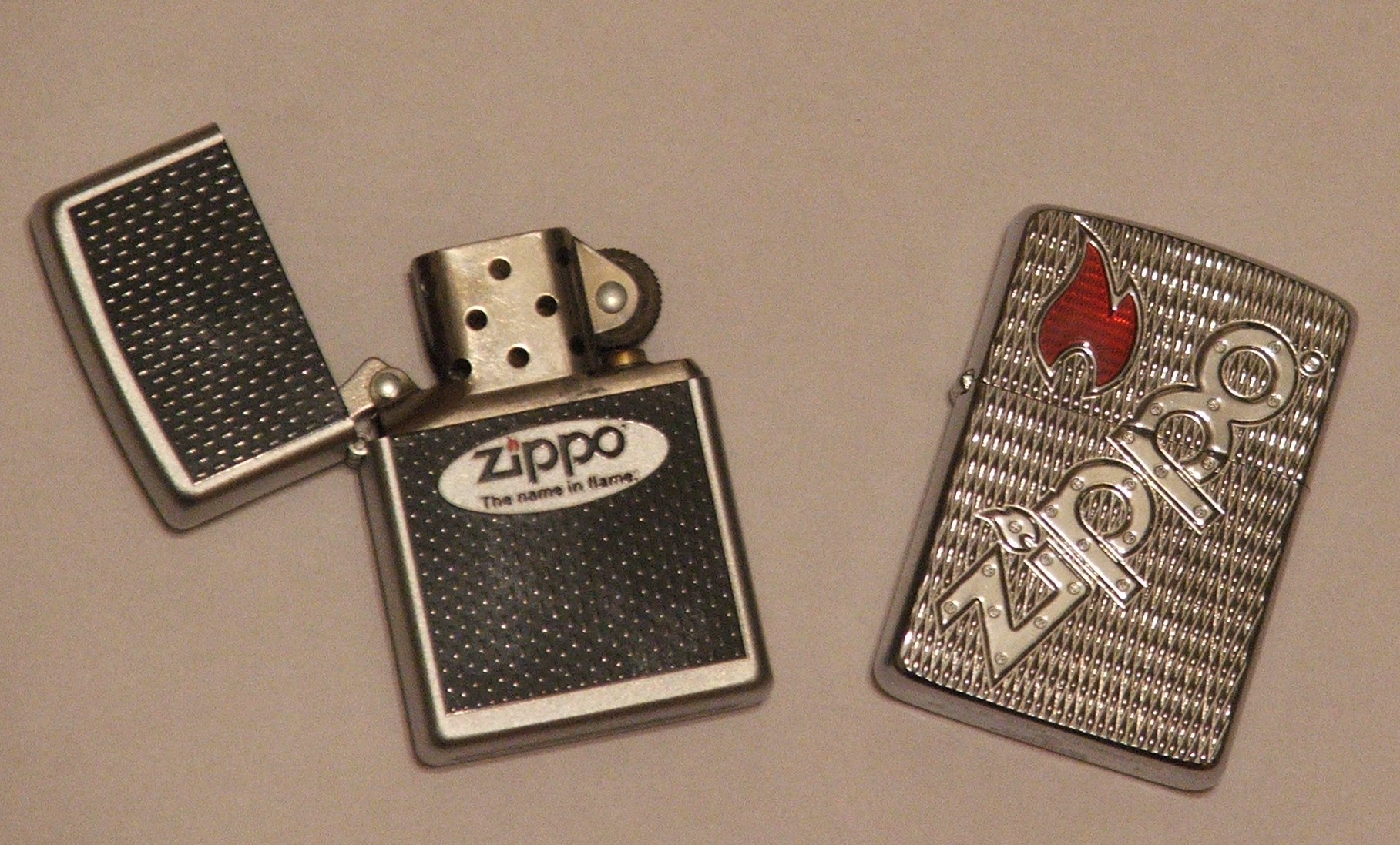
Encenedors Zippo

L'encenedor metxer, encenedor de metxa o peladits, és la versió més antiga d'un encenedor, sent molt adequat per a fer-ne ús a l'aire lliure. Consta d'un tub d'uns 8 mm de diàmetre i uns 4 cm de longitud en el qual es fa lliscar una metxa bastant llarga; adossat al seu costat hi té un altre tub que conté una pedra d'encenedor i una molla que la manté contra una roda abrasiva que es fa girar amb el dit: les espurnes produïdes per la pedra encenen la metxa. Per apagar-lo, la metxa porta una tapadora enganxada amb un ganxo de filferro, que, en tirar d'ella per la part inferior, tapa el tub sufocant les brases de la metxa.
L'encenedor de ble és la versió més moderna, té un petit dipòsit de gasolina que mantén xopat el ble per capil·laritat mentre hi hagi gasolina. L'encesa es fa, com en l'anterior, mitjançant les espurnes produïdes per una pedra d'encenedor, fregada per una roda abrasiva (accionada directament o mitjançant una palanca). Per apagar-lo, es tanca mitjançant una tapa, que sufoca la flama
L'encenedor de gas és la versió més moderna. Té un petit dipòsit de gas que permet mantenir la flama encesa mentre hi hagi gas. S'encén també amb les espurnes produïdes per una pedra d'encenedor, fregada per una roda abrasiva (accionada directament o mitjançant una palanca), o bé per una espurna d'arc produïda per un mecanisme electrònic senzill (vegeu l'apartat més endavant). S'apaga mitjançant una vàlvula, que tanca la sortida del combustible.
Es venen recanvis de gasolina i de gas per emplenar aquests encenedors. La gasolina és més fina que la dels automòbils i de vegades perfumada. El gas es ven de dos tipus: butà i gas natural, sent preferible el primer doncs té una temperatura d'ignició més baixa i, per tant és més senzill d'encendre.

### Encenedor solar

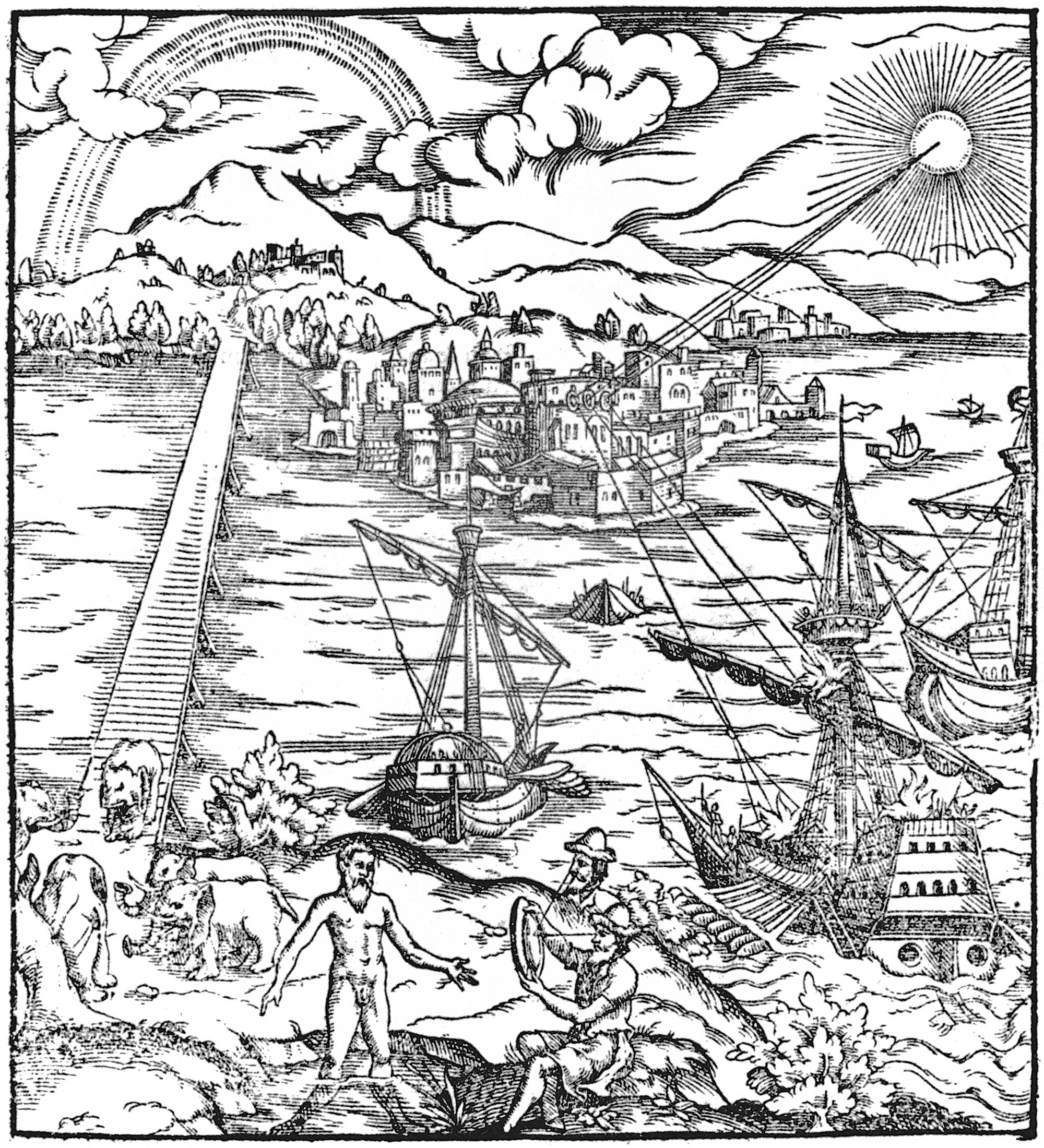
Ús del sol per defensar Siracusa.

La utilització d'una lupa, d'un mirall còncau o d'un conjunt de miralls permet concentrar la llum solar en un punt sobre un combustible i encendre allí el foc. Per fer foc amb una lupa, cal variar l'altura de la lupa amb la finalitat de concentrar els rajos solars en un sol punt (el focus o punt focal).
Arquimedes hauria utilitzat miralls per a cremar les veles dels vaixells que atacaven Siracusa. L'historiador del segle II Lucià de Samòsata va escriure que, durant el setge de Siracusa (213-211 aC), Arquimedes repel·lí un atac dut a terme per soldats romans amb un mirall ustori.
El giny era utilitzat per a enfocar la llum solar en els vaixells que s'acostaven, la qual cosa causava que s'incendiessin. La credibilitat d'aquesta afirmació ha estat objecte de debat des del Renaixement. René Descartes va rebutjar això com a fals, mentre que investigadors moderns han temptat de recrear l'efecte considerant les capacitats tècniques de què disposava Arquimedes.

### Encenedor d'efecte Joule o de resistència elèctrica

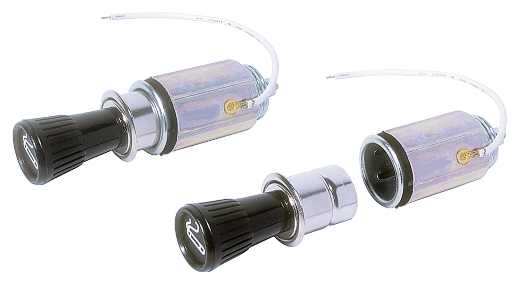
Encenedor de cotxe

En els encenedors d'efecte Joule es fa passar un corrent elèctric a través d'una resistència que un cop es posa incandescent és capaç de produir una temperatura suficient per encendre foc directament o de manera indirecta.
De la mateixa manera, és possible encendre una barbacoa amb una pistola de calor. De fet aquest procediment s'utilitza per encendre artefactes en pirotècnia, generant una temperatura per sobre de la mínima per causar l'inici de la flama.
L'encenedor de resistència elèctrica va ser inventat el 1874 per Gaston Planté amb el nom de: «briquet de Saturne», que consisteix en una bateria que proporciona un corrent elèctric que posa incandescent un filferro de platí. L'aplicació més comuna d'aquest mètode és l'encenedor de cotxe.

### Encenedor d'arc elèctric

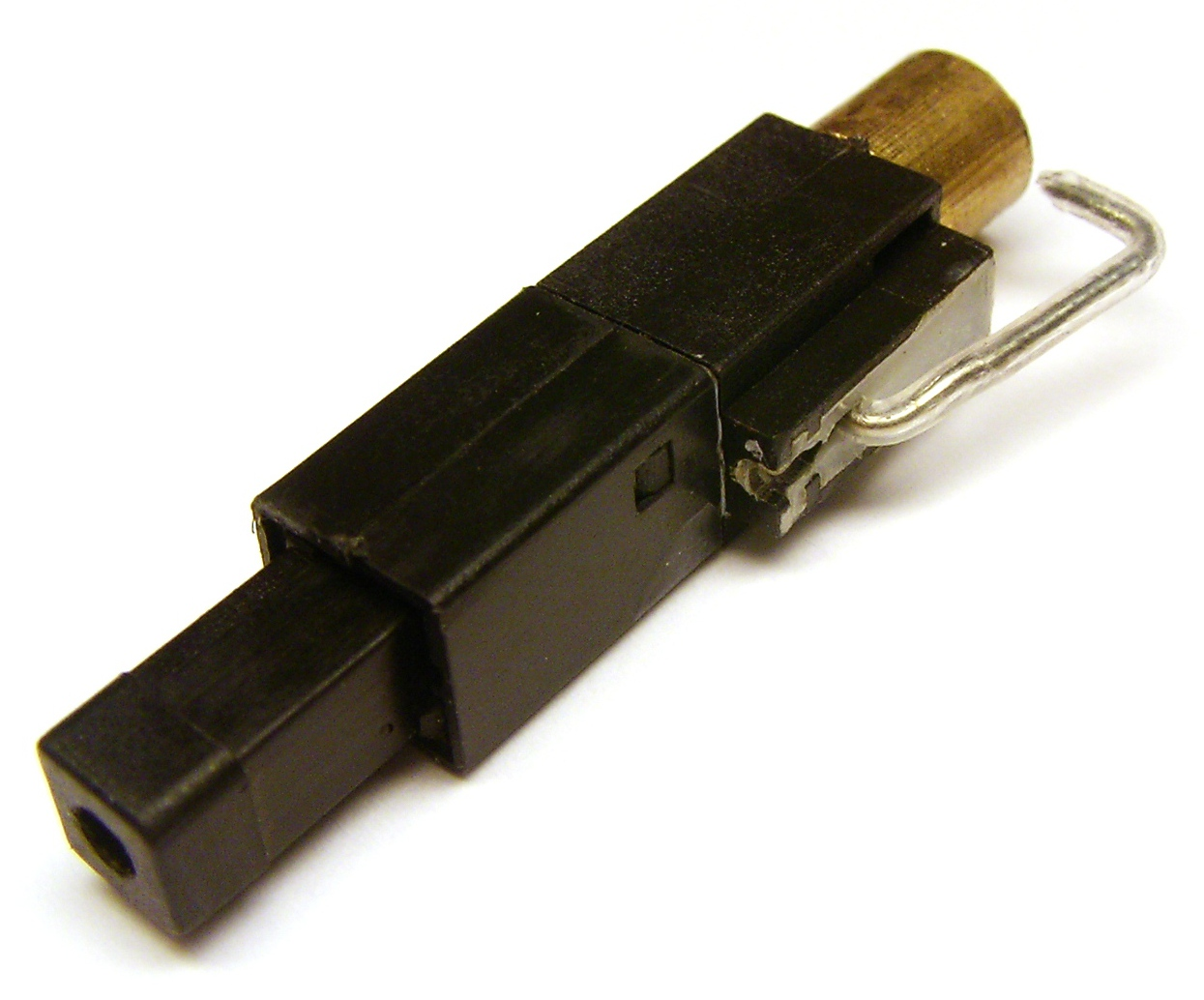
Ignitor piezoelèctric

En els encenedors d'arc elèctric aquest s'utilitza per encendre un gas inflamable, com el butà o el gas ciutat. Aquesta tècnica s'utilitza habitualment per encendre les cuines de gas així com els encenedors de gas de butxaca més moderns.
La majoría d'encenedors d'arc elèctric, incloent els de butxaca, i en particular els encenedors de llarg abast que s'utilitzen per encendre els fogons i les calefaccions, generalment requereixen només prémer un botó per generar per efecte piezoelèctric una espurna d'alta tensió que inflama el gas combustible (butà, propà, ciutat, etc.)